# Wiedemannia reducta
Wiedemannia reducta är en tvåvingeart som beskrevs av Jones 1940. Wiedemannia reducta ingår i släktet Wiedemannia och familjen dansflugor.
Artens utbredningsområde är Uganda. Inga underarter finns listade i Catalogue of Life.